# Arto Bryggare
Arto Bryggare (Kouvola, 26 de maio de 1958) é um ex-atleta finlandês especialista em provas de 110 metros com barreiras. Participou dos Jogos Olímpicos de Verão de 1984 onde ganhou uma medalha de bronze.